# 半井真司
半井 真司（はんい しんじ、旧姓内田（うちだ）、1956年（昭和31年）2月1日 - ）は、日本の実業家。四国旅客鉄道株式会社（JR四国）の取締役会長。徳島県三好市（旧三好郡池田町）出身。香川県高松市在住。

## 人物
- 内田太郎の次男[2]（内田は1967～1983年に徳島県旧池田町長を務めた）。
  - 生家は「内田家住宅 主屋と蔵」として国の登録有形文化財に登録された[3][4]。
- 結婚を期に半井姓に改姓[2]。
- 妻と二人暮らし。子どもは長男、次男の2人でともに独立している[2]。
- JR四国社長としては初となる地元・四国出身者である。

## 略歴
- 1956年（昭和31年）2月1日に生まれる[1]。徳島県三好市（旧三好郡池田町）出身[2]。
- 徳島県立城南高校卒業[2]。
- 1978年（昭和53年）3月31日 - 神戸大学工学部土木工学科を卒業[2]。
- 1978年（昭和53年）4月1日 - 日本国有鉄道（国鉄）に入社[2][1]。
- 1987年（昭和62年）4月1日 - 国鉄分割民営化が行われ、四国旅客鉄道株式会社に入社、同社総合企画本部経営管理室副長に就任[2][1]。
- 2004年（平成16年）6月 - 同社取締役経営企画部長に就任[1]。
- 2010年（平成22年）6月 - 同社常務取締役鉄道事業本部長に就任[1]。
- 2014年（平成26年）6月 - 同社代表取締役専務鉄道事業本部長に就任[1]。
- 2016年（平成28年）6月24日 - 同社代表取締役社長に就任[2]。
- 2020年（令和2年）6月26日 - 同社代表取締役会長に就任。
- 2022年（令和4年）6月23日- 同社取締役会長に就任。